# Fairview Heights
Fairview Heights é uma cidade localizada no estado americano de Illinois, no Condado de St. Clair.

## Demografia
Segundo o censo americano de 2000, a sua população era de 15.034 habitantes.
Em 2006, foi estimada uma população de 16.587, um aumento de 1553 (10.3%).

## Geografia
De acordo com o United States Census Bureau tem uma área de
29,1 km², dos quais 28,9 km² cobertos por terra e 0,2 km² cobertos por água.

## Localidades na vizinhança
O diagrama seguinte representa as localidades num raio de 12 km ao redor de Fairview Heights.